# Harry Streett Baldwin
Harry Streett Baldwin (ur. 21 sierpnia 1894, zm. 19 października 1952 w Baltimore, Maryland) – amerykański polityk związany z Partią Demokratyczną. W latach 1943–1947 przez dwie kadencje Kongresu Stanów Zjednoczonych był przedstawicielem drugiego okręgu wyborczego w stanie Maryland w Izbie Reprezentantów Stanów Zjednoczonych.